# Hereroa herrei
Hereroa herrei är en isörtsväxtart som beskrevs av Schwant. Hereroa herrei ingår i släktet Hereroa och familjen isörtsväxter. Inga underarter finns listade i Catalogue of Life.